# دافيد كالابريا
دافيد كالابريا (بالإيطالية: Davide Calabria)‏ (بيريشيا، 6 ديسمبر 1996)، هو لاعب كرة قدم إيطالي، ويلعب في مركز الظهير الأيمن مع نادي إيه سي ميلان المشارك في دوري الدرجة الأولى الإيطالي منذ عام 2006. حيث كانت بداياته مع فريق إيه سي ميلان بريميفيرا ثم تدرج للفريق الأول في موسم 2015-16.

## المسيرة الكروية

### مع النوادي
بدأ دافيد كالابريا مسيرته الكروية الاحترافية في 30 ماي 2015 في دوري الدرجة الأولى الإيطالية حيث لعب ضد أتالانتا كبديل للاعب ماتيا دي شيليو في الدقيقة 83، هذا وتجدر الإشارة إلى أن هذه المباراة كانت هي الأخيرة لفريقه في الدوري حيث انتهت بنتيجة 3 - 1 لصالح الروسونيري.
حصل دافيد على رسميته مع فريقه الأول بتاريخ 22 سبتمبر 2015 بعدما تمكن فريقه من تحقيق انتصار مثير على نادي أودينيزي في أرضية ملعب هذا الأخير.

### مع المنتخب
بدأ دافيد اللعب مع منتخب إيطاليا تحت 21 سنة بتاريخ 13 أكتوبر 2015 وذلك خلال مقابلة أمام منتخب جمهوية أيرلندا في إطار تصفيات بطولة أوروبا 2017، حيث دخل كبديل للاعب كينجسلي بواتينغ.

## إحصائيات
تم التحديث بتاريخ 30 ماي 2017
| الفريق        | الموسم        | الدوري        | الدوري        | الدوري      | الكأس         | الكأس       | المسابقات الأوربية | المسابقات الأوربية | مسابقات أخرى  | مسابقات أخرى | المجموع       | المجموع     |
| الفريق        | الموسم        | الدرجة        | عدد المباريات | عدد الأهداف | عدد المباريات | عدد الأهداف | عدد المباريات      | عدد الأهداف        | عدد المباريات | عدد الأهداف  | عدد المباريات | عدد الأهداف |
| ------------- | ------------- | ------------- | ------------- | ----------- | ------------- | ----------- | ------------------ | ------------------ | ------------- | ------------ | ------------- | ----------- |
| ميلان         | 2014–15       | الدرجة الأولى | 1             | 0           | 0             | 0           | —                  | —                  | —             | —            | 1             | 0           |
| ميلان         | 2015–16       | الدرجة الأولى | 6             | 0           | 2             | 0           | —                  | —                  | —             | —            | 8             | 0           |
| ميلان         | 2016–17       | الدرجة الأولى | 12            | 0           | 1             | 0           | —                  | —                  | —             | —            | 13            | 0           |
| المجموع الكلي | المجموع الكلي | المجموع الكلي | 19            | 0           | 3             | 0           | —                  | —                  | 0             | 0            | 22            | 0           |

## الألقاب
- إيه سي ميلان
  - كأس السوبر الإيطالي: 2016
  - الدوري الإيطالي: 2021–22

## روابط خارجية
- دافيد كالابريا على موقع الاتحاد الأوربي (الإنجليزية)
- دافيد كالابريا على موقع قاعدة بيانات كرة القدم.إي يو (الإنجليزية)
- دافيد كالابريا على موقع ليكيب (الفرنسية)
- دافيد كالابريا على موقع ناشيونال فوتبول تيمز (الإنجليزية)
- دافيد كالابريا على موقع Soccerway.com (الإنجليزية)
- دافيد كالابريا على موقع عالم كرة القدم.نت (الإنجليزية)
- دافيد كالابريا على موقع AS.com (الإسبانية)